# Liste der Biografien/Sub
Liste der Biografien |
Portal Biografien |
Personensuche
# |
A |
B |
C |
D |
E |
F |
G |
H |
I |
J |
K |
L |
M |
N |
O |
P |
Q |
R |
S |
T |
U |
V |
W |
X |
Y |
Z |
?
 
Sa |
Sb |
Sc |
Sd |
Se |
Sf |
Sg |
Sh |
Si |
Sj |
Sk |
Sl |
Sm |
Sn |
So |
Sp |
Sq |
Sr |
Ss |
St |
Su |
Sv |
Sw |
Sy |
Sz
 
Sua |
Sub |
Suc |
Sud |
Sue |
Suf |
Sug |
Suh |
Sui |
Suj |
Suk |
Sul |
Sum |
Sun |
Suo |
Sup |
Suq |
Sur |
Sus |
Sut |
Suu |
Suv |
Suw |
Sux |
Suy |
Suz
Die Liste der Biografien führt alle Personen auf, die in der deutschsprachigen Wikipedia einen Artikel haben. Dieses ist eine Teilliste mit 165 Einträgen von Personen, deren Namen mit den Buchstaben „Sub“ beginnt.

## Sub
- Sub Focus, englischer Drum-and-Bass-MusikerSub Focus

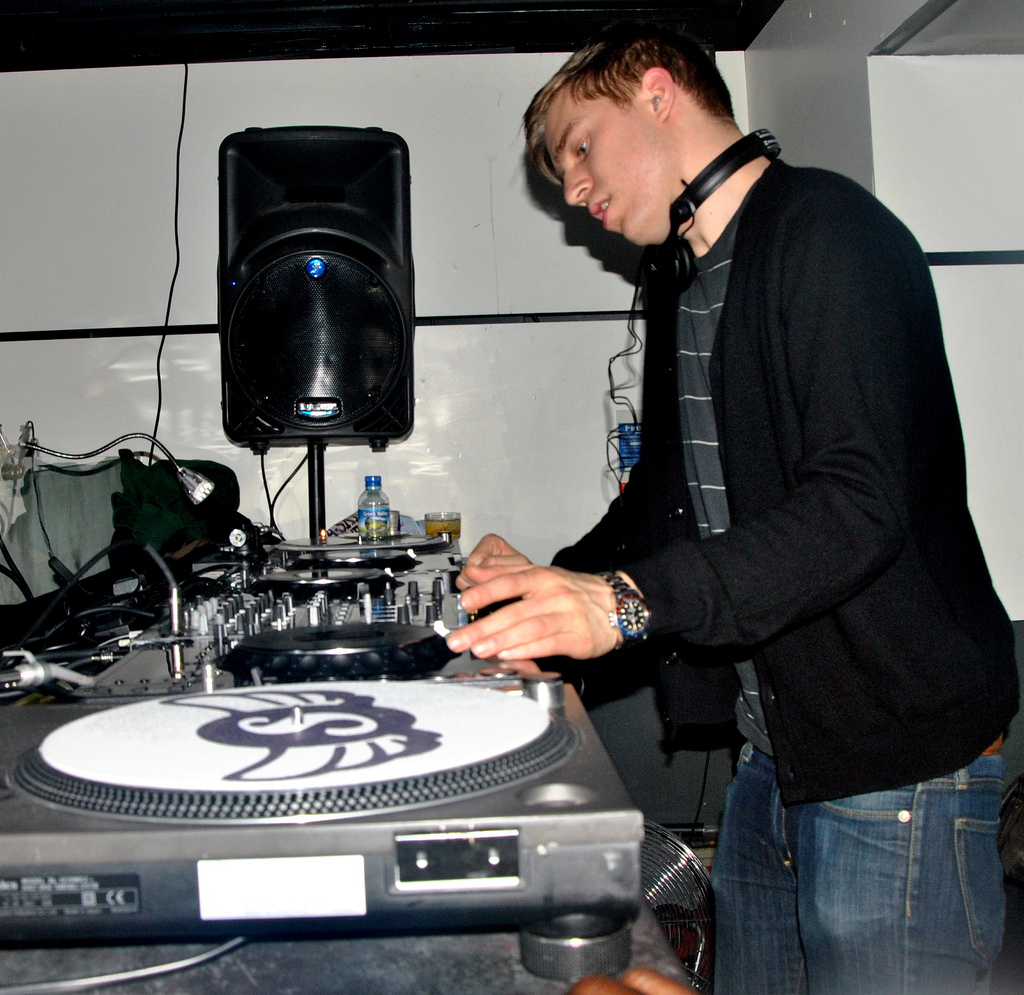
Sub Focus

- Sub Urban (* 1999), US-amerikanischer Singer-Songwriter
- Sub, Artjom Walerjewitsch (* 1995), russischer Eishockeyspieler
- Sub, Roman (* 1967), ukrainischer Fußballspieler

### Suba
- Šuba, Isabell (* 1981), deutsche Regisseurin
- Șubă, Mihai (* 1947), rumänischer Großmeister im Schach
- Suba, Miklós (1880–1944), ungarisch-amerikanischer Maler und Architekt
- Suba, Sára (* 1999), ungarische Handballspielerin
- Subabandhu, Sunthorn, thailändischer Badmintonspieler
- Subačius, Kęstutis (* 1937), litauischer Politiker
- Subačius, Mindaugas (1973–2018), litauischer Politiker
- Subagja, Ricky (* 1971), indonesischer Badmintonspieler
- Subagja, Riyanto (* 1993), indonesischer Badmintonspieler
- Subah, Habib (* 1982), bahrainischer Snookerspieler
- Subaie, Fahhad Mohammed al- (* 1994), saudischer Sprinter
- Subaie, Fayez al (* 2001), saudischer Mittelstreckenläufer
- Subaie, Khaled Saeed al (* 1996), kuwaitischer Dreispringer
- Subaktiar, Edi (* 1994), indonesischer Badmintonspieler
- Suban Pannon (* 1978), thailändischer Boxer
- Subandhi, Jamie (* 1989), US-amerikanische Badmintonspielerin
- Subandrio (1914–2004), indonesischer Diplomat
- Subano, Lucia (* 1967), kenianische Marathonläuferin
- Subaramani, Siva (* 1996), indischer Stabhochspringer
- Subardjo, Achmad (1896–1978), indonesischer Diplomat
- Subarew, Andrei Sergejewitsch (* 1987), russischer Eishockeyspieler
- Subarew, Juri (* 1940), sowjetischer Skispringer
- Subarew, Wiktor (1973–2004), kasachischer Fußballspieler
- Subarewitsch, Natalja Wassiljewna (* 1954), russische Wirtscchaftsgeografin
- Subășeanu, Ilie (1906–1980), rumänischer Fußballspieler
- Subash Chandran, T. H. (1946–2020), indischer Perkussionist, Komponist und Musikpädagoge
- Subash, Khatri (* 1987), nepalesischer Skirennläufer
- Subaşı, Hande (* 1984), türkische Schauspielerin
- Subaşı, Hazal (* 1995), türkische Schauspielerin und Model
- Subaşı, Yasir (* 1996), türkischer Fußballspieler
- Subasic, Alana (* 2007), australische Tennisspielerin
- Subašić, Branimir (* 1982), aserbaidschanisch-serbischer Fußballspieler
- Subašić, Danijel (* 1984), kroatischer FußballtorhüterDanijel Subašić (* 1984)

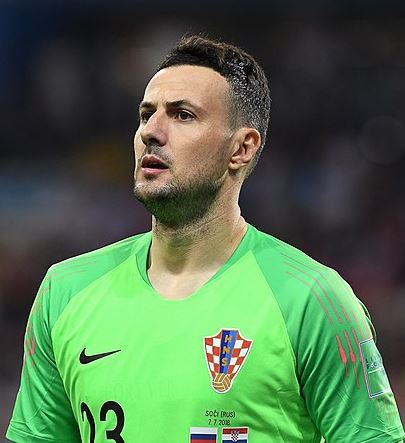
Danijel Subašić (* 1984)

- Subašič, Dino (* 1999), slowenischer Weitspringer
- Šubašić, Ivan (1892–1955), kroatischer und jugoslawischer Politiker und Ban von Kroatien
- Subašić, Muhamed (* 1988), bosnisch-herzegowinischer Fußballspieler
- Subatan, Burcu (* 1997), türkische Langstreckenläuferin
- Subatow, Sergei Wassiljewitsch (1864–1917), russischer Kriminalpolizeibeamter

### Subb
- Subba Rao, Tippur (1928–2008), indischer Bauingenieur
- Subba Row, Raman (1932–2024), englischer Cricketspieler und -administrator
- Subba, Letterio (1787–1868), italienischer Maler, Architekt und Bildhauer
- Subban, Malcolm (* 1993), kanadischer Eishockeytorwart
- Subban, P. K. (* 1989), kanadischer EishockeyspielerP. K. Subban (* 1989)

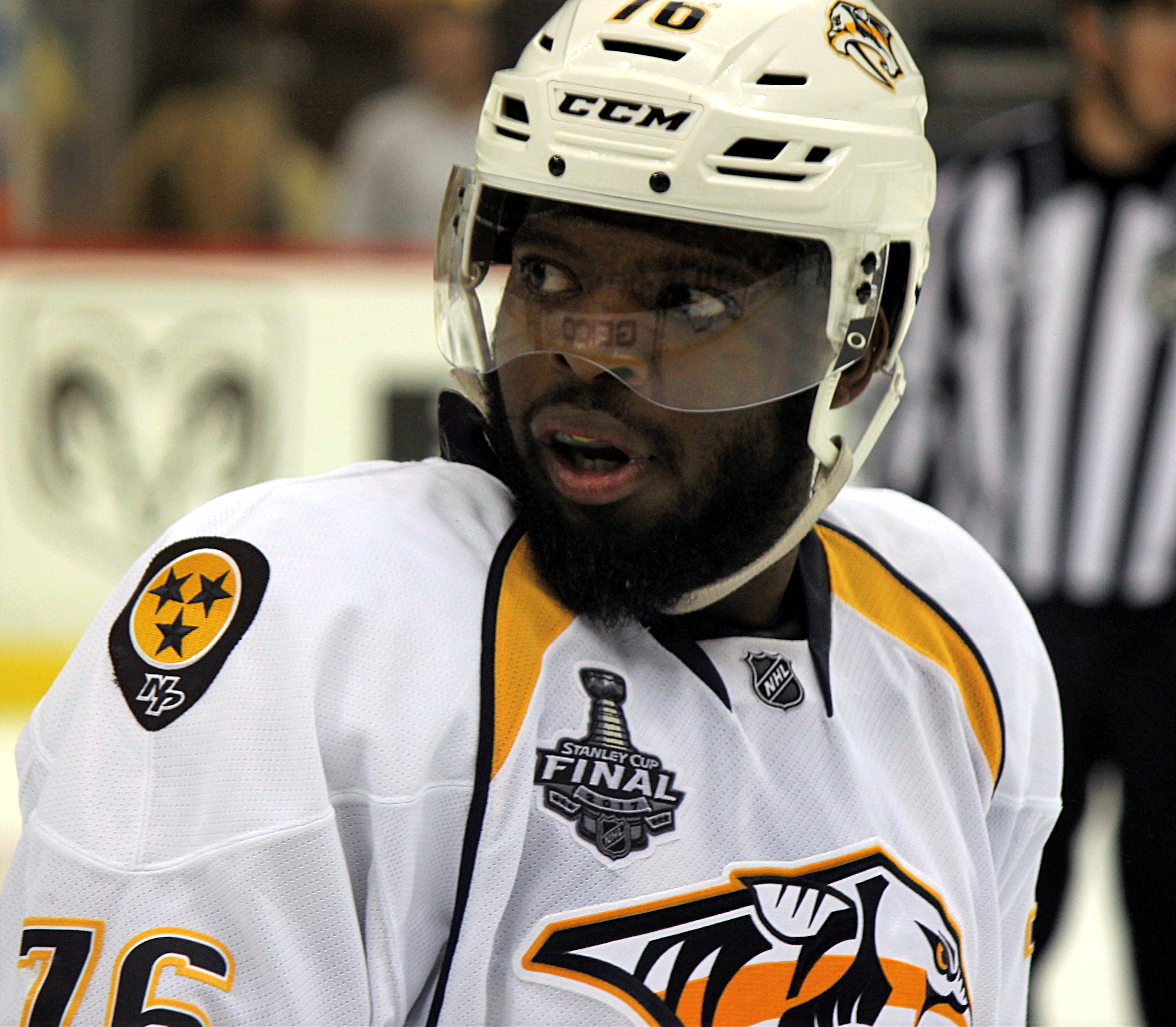
P. K. Subban (* 1989)

- Subbarow, Yellapragada (1895–1948), indischer Biochemiker
- Subbaswamy, Kumble R., US-amerikanischer Physiker und Hochschulbeamter indischer Herkunft
- Subbotin, Andrei Ismailowitsch (1945–1997), russischer Mathematiker
- Subbotin, Andrei Nikolajewitsch (* 1973), russischer Eishockeyspieler
- Subbotin, Dmitri Nikolajewitsch (* 1977), russischer Eishockeyspieler
- Subbotin, Igor (* 1990), estnischer Fußballspieler
- Subbotin, Michail Fjodorowitsch (1893–1966), sowjetischer Astronom
- Subbotina, Anastassija Wiktorowna (* 2004), russische Skispringerin
- Subbotina, Nina Michailowna (1877–1961), russische bzw. sowjetische Astronomin
- Subbotina, Nina Nikolajewna (* 1946), sowjetische bzw. russische Mathematikerin und Hochschullehrerin
- Subbotowskaja, Bella Abramowna (1937–1982), russische Mathematikerin und Dissidentin
- Subbulakshmi, M. S. (1916–2004), indische Sängerin karnatischer Musik

### Subc
- Subchanberdin, Nurschan (* 1965), kasachischer Banker
- Subcomandante Marcos, mexikanischer Revolutionär und AutorSubcomandante Marcos

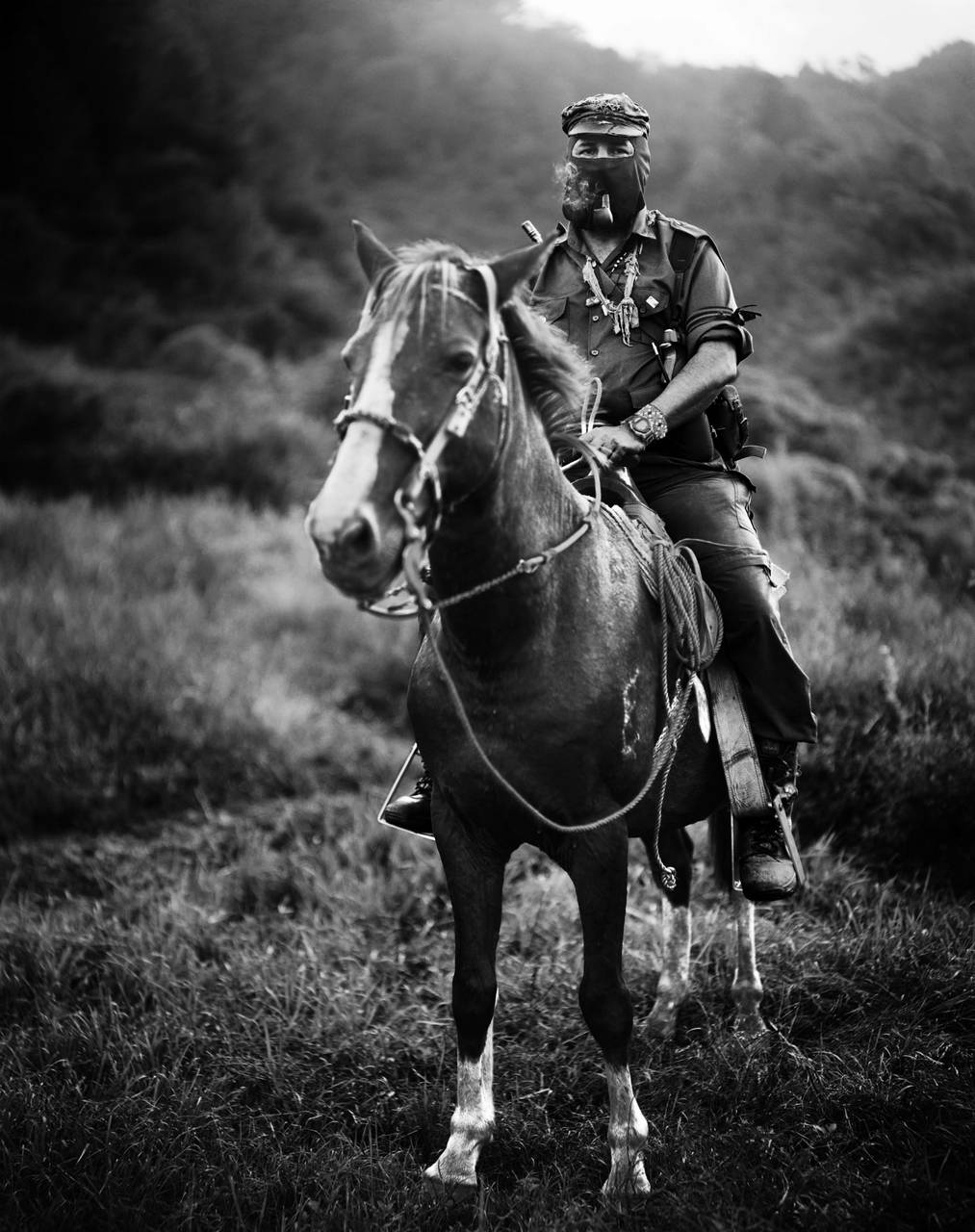
Subcomandante Marcos

### Sube
- Sube, Karola (* 1964), deutsche Gerätturnerin
- Sube, Rudolf (1892–1980), deutscher Politiker (NSDAP, CDU), MdHB
- Subeb, Arnold (* 1981), namibischer Fußballtorhüter
- Subedi, Surya P. (* 1957), nepalesischer Anwalt und Professor für internationales Recht
- Sube'etai († 1248), mongolischer General
- Suber, Peter (* 1951), US-amerikanischer Philosoph, Professor der Philosophie und Open-Access-Akteur
- Suberan, Matthew (* 1995), britischer Fußballspieler von den Cayman Islands
- Subercaseaux Errázuriz, Juan (1896–1942), chilenischer Geistlicher, römisch-katholischer Erzbischof von La Serena
- Subercaseaux Errázuriz, Luis (1882–1973), chilenischer Diplomat, Leichtathlet und Fußballspieler
- Subercaseaux Errázuriz, Pedro (1880–1956), chilenischer Maler
- Subercaseaux Vicuña, Ramón (1854–1937), chilenischer Maler, Politiker und Diplomat
- Subercaseaux, Elizabeth (* 1945), chilenische Schriftstellerin und Journalistin
- Suberg, Andreas H. H. (* 1958), deutscher Komponist, Klang- und Medienkünstler
- Suberg, Jürgen (1944–2024), deutscher Bildhauer
- Süberkrüb, Cay (* 1954), deutscher Politiker (SPD), Landrat des nordrhein-westfälischen Kreises Recklinghausen
- Süberkrüb, Hansjörg (1919–2009), deutscher Bibliothekar
- Süberkrüb, Ingmar (* 1976), deutscher Komponist und Musiker
- Subervie, Jacques Gervais Baron (1776–1856), französischer General

### Subh
- Subh, Regentin im Kalifat von Córdoba
- Subh-e Azal (1831–1912), persischer Führer der Babisten und Azali
- Subhadradis Diskul (1923–2003), thailändischer Kunsthistoriker und Archäologe
- Subhash, Amruta (* 1979), indische Schauspielerin und Sängerin
- Subhash, Natasha (* 2001), US-amerikanische Tennisspielerin

### Subi
- Subiabre, Guillermo (1903–1964), chilenischer Fußballspieler
- Subiaktoro, Gatot (* 1959), indonesischer Polizeioffizier
- Subianto, Prabowo (* 1951), indonesischer Militär und PolitikerPrabowo Subianto (* 1951)

Prabowo Subianto (* 1951)

- Subiat, Nestor (* 1966), Schweizer Fußballspieler
- Šubic, Janez (1850–1889), slowenischer Kunstmaler in Deutschland
- Šubic, Jurij (1855–1890), slowenischer Maler, Zeichner und Illustrator
- Subiela, Eliseo (1944–2016), argentinischer Filmregisseur und Drehbuchautor
- Subin Pinkayan (* 1934), thailändischer Ingenieur und Politiker
- Subiotto, Marcelo (* 1967), argentinischer Schauspieler
- Subira Anyolo, Philip Arnold (* 1956), kenianischer Geistlicher, römisch-katholischer Erzbischof von Nairobi
- Subirachs i Vila, Rafael (* 1948), katalanischer Sänger, Liedermacher und Komponist
- Subirachs, Josep Maria (1927–2014), spanischer Bildhauer und Maler
- Subissati, Aldebrando (1606–1677), italienischer Violinist und Komponist des Barock

### Subk
- Subke, Stephanie (* 1981), österreichische Handballspielerin und -trainerin
- Subkī, Tādsch ad-Dīn as- (1327–1370), islamischer Rechtsgelehrter der schafiitischen Schule und Anhänger der aschʿaritischen Theologie
- Subklew, Brita (* 1948), deutsche Schauspielerin, Hörspiel- und Synchronsprecherin
- Subklewe, Karlheinz (* 1950), deutscher Fußballspieler
- Subklewe, Marion (* 1967), deutsche Internistin und Hämato-Onkologin
- Subko, Hennadij (* 1967), ukrainischer Politiker
- Subko, Ihar (* 1999), belarussischer Kurzstreckenläufer
- Subkoff, Tara (* 1972), US-amerikanische Schauspielerin und Modedesignerin
- Subkow, Alexander Jurjewitsch (* 1974), russischer Bobpilot
- Subkow, Illja (* 1998), ukrainischer Fußballspieler
- Subkow, Oleksandr (* 1996), ukrainischer Fußballspieler
- Subkow, Wiktor Alexejewitsch (* 1941), russischer PolitikerWiktor Alexejewitsch Subkow (* 1941)

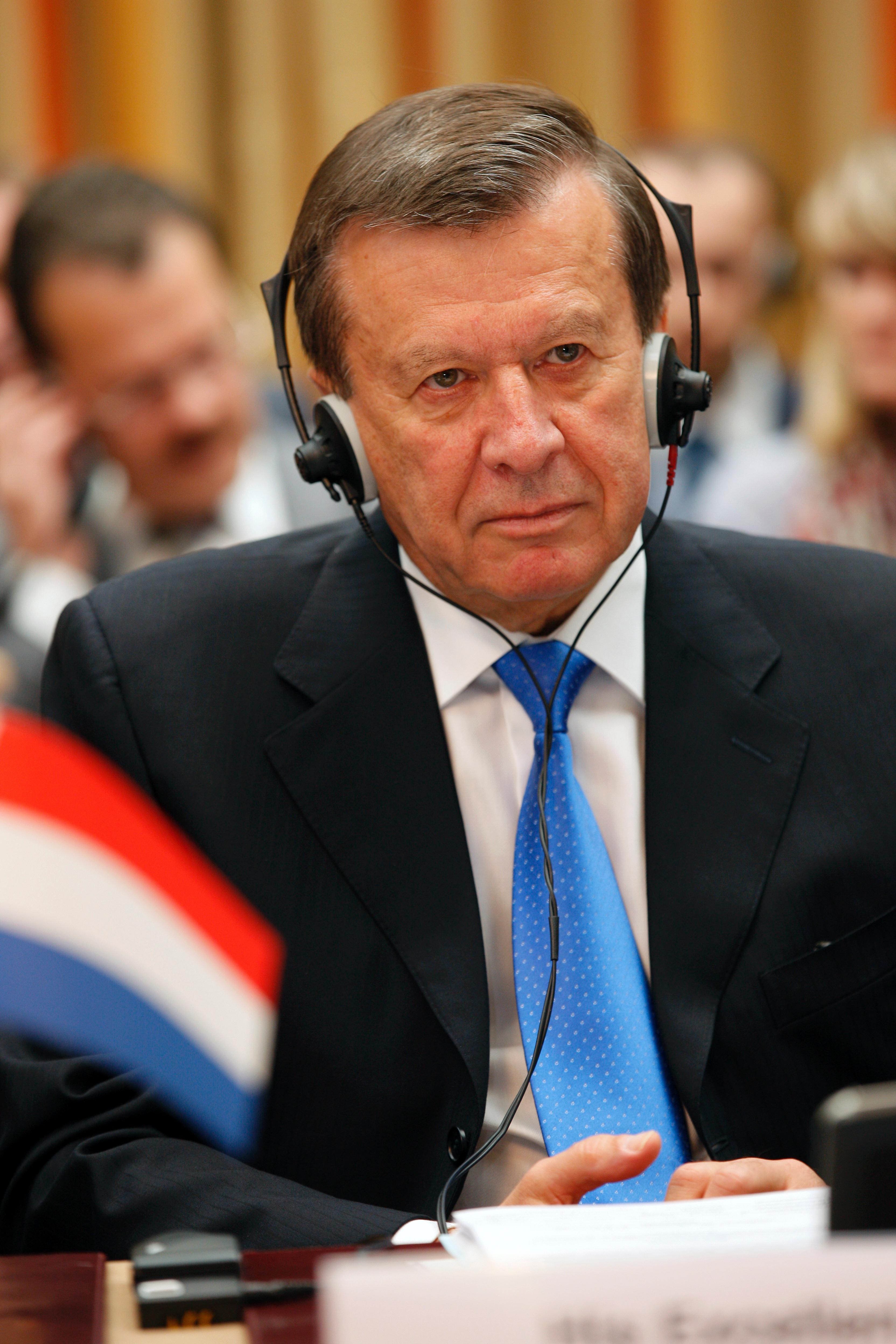
Wiktor Alexejewitsch Subkow (* 1941)

- Subkow, Wladimir Anatoljewitsch (* 1948), sowjetischer Ringer
- Subkow, Wladimir Semjonowitsch (* 1958), russischer Eishockeyspieler

### Subl
- Sublatti, Nina (* 1995), georgische Sängerin
- Sublette, William (1799–1845), US-amerikanischer Pelzhändler, Mountain Man und Trapper
- Subleyras, Pierre (1699–1749), französischer Maler
- Subligny, Adrien-Thomas Perdou de, französischer Hofliterat, Journalist und Schriftsteller
- Subligny, Marie-Thérèse de (1666–1735), französische Tänzerin
- Subliminal (* 1979), israelischer Rapper und Produzent

### Subo
- Subocz, Grzegorz (* 1965), polnischer Handballspieler und -trainer
- Subocz, Walentyna (* 1942), litauische Politikerin, Mitglied des Seimas
- Subok, Wladislaw Martinowitsch (* 1958), russischer Historiker
- Subor, Michel (1935–2022), französischer Schauspieler
- Suborew, Sergei Sergejewitsch (* 1983), russischer Eishockeyspieler
- Suborics, Andreas (* 1971), österreichischer Jockey im Galoppsport
- Subotić, Ana (* 1983), serbische Marathonläuferin
- Subotić, Neven (* 1988), deutscher ehemaliger FußballspielerNeven Subotić (* 1988)

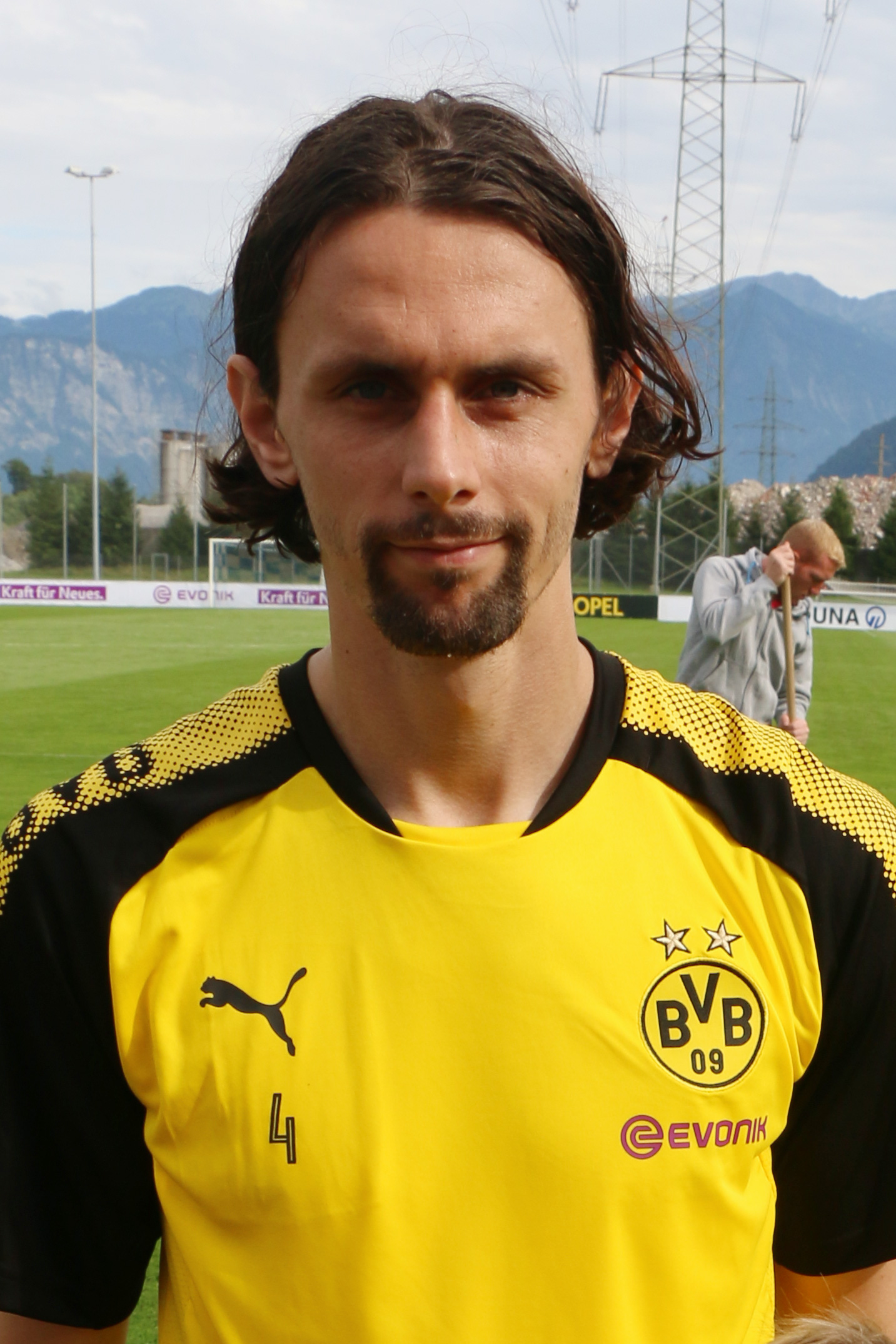
Neven Subotić (* 1988)

- Subotić, Stanko (* 1959), serbischer Geschäftsmann
- Subotnick, Morton (* 1933), US-amerikanischer Avantgarde-Musiker, Komponist und Musiklehrer
- Subotsch, Eduard Anatoljewitsch (* 1969), russischer Skispringer und heutiger Skisprungtrainer und Skisprungfunktionär
- Subotsky, Milton (1921–1991), US-amerikanischer Filmproduzent, Drehbuchautor und Liedtexter
- Subotzky, Mikhael (* 1981), südafrikanischer Fotograf, Videokünstler, Mitglied der Fotoagentur Magnum
- Subow, Andrei Borissowitsch (* 1952), russischer Historiker und Politologe
- Subow, Boris (* 1942), sowjetisch-russischer Sprinter
- Subow, Ilja Igorewitsch (* 1987), russischer Eishockeyspieler
- Subow, Matwei Sergejewitsch (* 1991), russischer Bahn- und Straßenradrennfahrer
- Subow, Nikolai Nikolajewitsch (1885–1960), russisch-sowjetischer Ozeanologe, Polarforscher und Hochschullehrer
- Subow, Platon Alexandrowitsch (1767–1822), russischer PolitikerPlaton Alexandrowitsch Subow (1767–1822)

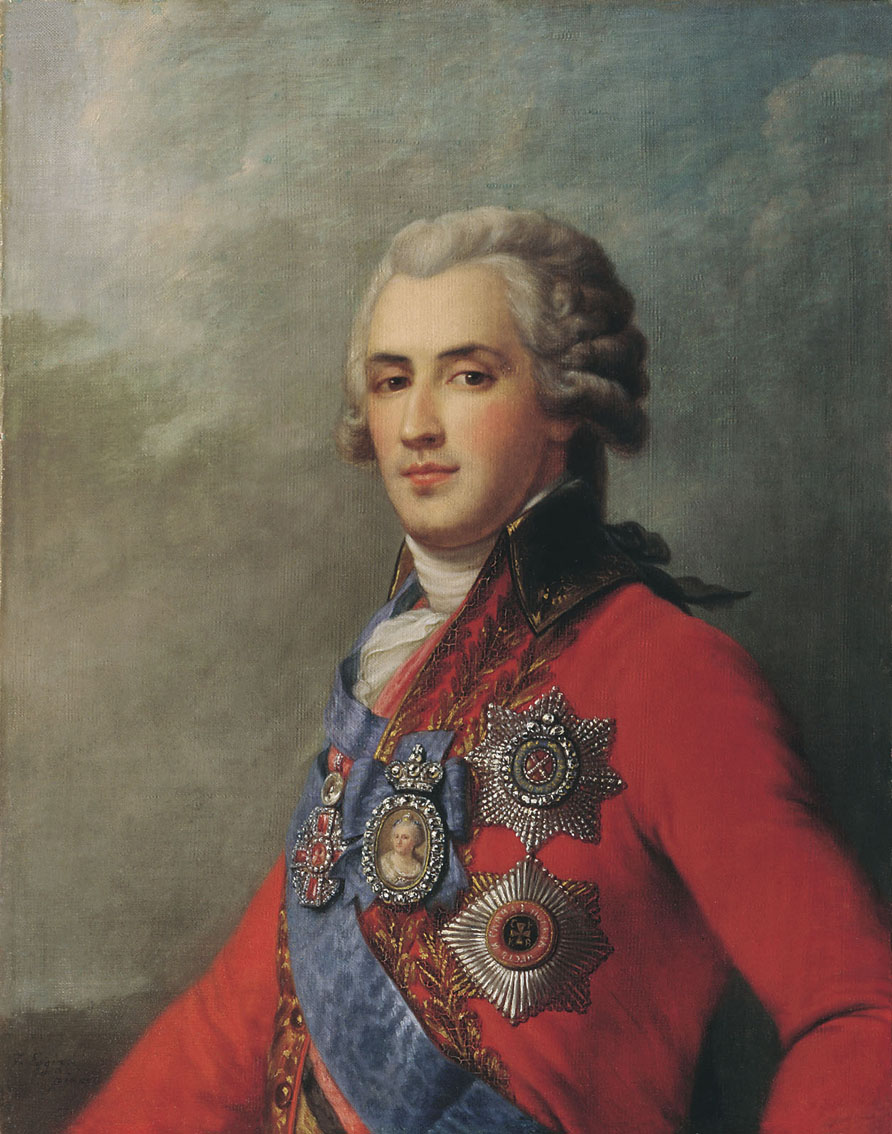
Platon Alexandrowitsch Subow (1767–1822)

- Subow, Sergei Alexandrowitsch (* 1970), russischer Eishockeyspieler und -trainer
- Subow, Wassili Pawlowitsch (1900–1963), sowjetischer Philosoph, Kunsthistoriker und Wissenschaftshistoriker
- Subow, Witali Jakowlewitsch (1902–1975), russischer Metallkundler und Hochschullehrer
- Subowa, Marija Woinowna (1749–1799), russische Komponistin und Sängerin
- Subowa, Olga Anatoljewna (* 1993), russische Gewichtheberin

### Subr
- Subrahmanyam, Sanjay (* 1961), indischer Historiker
- Subramani, Shunmugham (* 1972), singapurischer Fußballspieler
- Subramania Pillai, Palani (1908–1962), indischer Perkussionist und Vertreter der Karnatischen Musik
- Subramaniam, C. (1910–2000), indischer Politiker
- Subramaniam, L. (* 1947), indischer Violinist und Komponist
- Subramaniam, Markus (* 1986), deutscher Schauspieler
- Subramaniam, Ramasamy (1939–2022), malaysischer Leichtathlet
- Subramaniam, Sivasangari (* 1999), malaysische Squashspielerin
- Subramanian, Karaikudi S. (* 1944), indischer Vinaspieler und Musikpädagoge
- Subramaniya Bharati (1882–1921), tamilischer Lyriker, Essayist, Freiheitskämpfer und Reformer
- Subramanyam, Suhas (* 1986), amerikanischer Politiker
- Subramanyan, K. G. (1924–2016), indischer Maler
- Subran, Ludovic (* 1981), französischer Wirtschaftswissenschaftler
- Subrilin, Igor (* 1976), kasachischer Skilangläufer
- Subrius Dexter, Sextus, römischer Offizier (Kaiserzeit)
- Subrizki, Alexei Witaljewitsch (* 1992), russischer RaumfahrerAlexei Witaljewitsch Subrizki (* 1992)

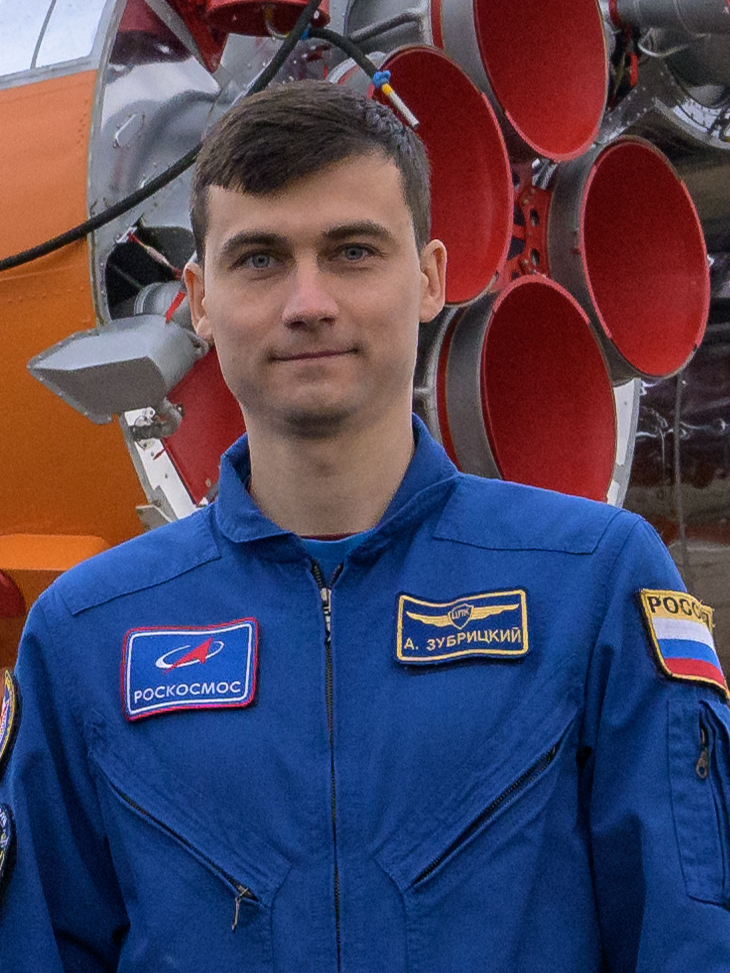
Alexei Witaljewitsch Subrizki (* 1992)

- Šubrtová, Milada (1924–2011), tschechoslowakische Opernsängerin (Sopran)
- Šubrtová, Natália (* 1989), slowakische Skirennfahrerin
- Subrylawa, Alena (* 1973), belarussisch-ukrainische Biathletin

### Subs
- Subschinski, Nora (* 1988), deutsche Wasserspringerin
- Šubši-mašrâ-Šakkan, kassitischer Würdenträger

### Subu
- Suburban Knight (* 1965), US-amerikanischer Techno-Produzent und DJ
- Suburg, Lilli (1841–1923), estnische Schriftstellerin

### Suby
- Suby, Michael, US-amerikanischer Komponist